# Lịch sử chiến tranh Việt Nam – Trung Quốc
Lịch sử chiến tranh Việt Nam–Trung Quốc là những cuộc xung đột, chiến tranh, từ thời cổ đại đến thời hiện đại giữa các chính thể trong quá khứ của những quốc gia Việt Nam và Trung Quốc ngày nay. 
Những xung đột đó được biết đến từ những truyền thuyết truyền miệng thời xa xưa, như truyền thuyết thời Hồng Bàng, quốc gia Văn Lang của Hùng Vương phải phòng vệ trước sự xâm lược của nhà Ân.
Nhà Tần sau khi thôn tính các quốc gia Trung Nguyên đã tiếp tục tràn xuống phía nam sông Trường Giang, xâm chiếm lãnh thổ các bộ lạc Bách Việt trong đó có Âu Lạc, Thục Phán đã lãnh đạo thành công cuộc chiến 10 năm bảo vệ lãnh thổ (218-208 TCN), nhưng sau đó bị mắc bẫy nên mất quyền cai trị đất nước vào tay nhà Triệu năm 179 TCN (hoặc 207 TCN). Từ đây vùng lãnh thổ độc lập của người Việt phải chịu tình trạng thuộc địa của các triều đại Trung Quốc trong 10 thế kỷ (179 TCN- 905 hoặc 111 TCN - 905). Các triều đại của Trung Quốc từng kiểm soát lãnh thổ thuộc Việt Nam ngày nay bao gồm Tây Hán (111 TCN-8), Tân (8-23), Đông Hán (25-220) (gián đoạn 40-43 khởi nghĩa Hai Bà Trưng), Đông Ngô (222-280), Tây Tấn (280-316), Đông Tấn (317-420), Lưu Tống (420-479), Nam Tề (479-502), Lương (502-544), Tùy (602-619), Đường (618-905).
Giai đoạn người Việt giành được quyền độc lập tự chủ, kết thúc thời kì Bắc thuộc có thể bắt đầu từ năm 905 khi Khúc Thừa Dụ giành quyền tự chủ, dù trên lý thuyết ông chỉ nắm chức Tiết độ sứ và lãnh thổ Việt Nam khi đó vẫn thuộc quyền kiểm soát của nhà Đường, hay từ năm 938 khi Ngô Quyền đánh thắng quân Nam Hán trên sông Bạch Đằng và sáng lập nhà Ngô. Mặc dù người Việt chính thức giành được độc lập vào thế kỷ 10, nhưng trong suốt hơn 1000 năm tiếp theo cho đến hiện tại xảy ra nhiều cuộc chiến tranh giữa hai quốc gia.

## Thời kỳ đầu

### Chiến tranh Tần - Việt (221 TCN - 214 TCN)
Sau khi tiêu diệt sáu nước Sơn Đông, thống nhất Trung Quốc và lên ngôi hoàng đế, Tần Thủy Hoàng tiếp tục ý định mở rộng lãnh thổ về phía nam, Thủy Hoàng sai Đồ Thư mang 50 vạn quân tiếp tục đánh chiếm những vùng đất phía nam. Cuộc chiến kết thúc năm 208 TCN và "kéo dài 10 năm", xác định rằng thời điểm Tần Thủy Hoàng phát binh đánh Bách Việt khoảng năm 218 - 217 TCN.
Cuộc chiến chống Tần của người Bách Việt kéo dài trong khoảng 10 năm, trong đó người Âu Việt đụng độ quân Tần trong khoảng 6 năm (từ năm 214 TCN). Các tộc người Đông Việt, Mân Việt, Nam Việt... đã bị chinh phục nhưng người Âu Việt đã chiến thắng. Bước nam tiến của nhà Tần bị chặn lại sau thiệt hại nặng trong cuộc đụng độ này cùng cái chết của tướng Đồ Thư. Theo các sử gia Việt Nam hiện đại, gần như cùng thời điểm đó, sau cuộc chiến chống Tần thắng lợi, thủ lĩnh người Việt là Thục Phán đã thay thế Hùng Vương của nước Văn Lang, thống nhất Âu Việt và Lạc Việt, thành lập nước Âu Lạc vào khoảng năm 207 TCN.

### Chiến tranh Tây Hán - Nam Việt (111 TCN)
Mùa đông năm 111 TCN, tướng nhà Hán là Dương Bộc đem 9000 tinh binh hãm Tầm Hiệp, phá Thạch Môn lấy được thuyền thóc của quân Triệu, kéo luôn cả các thuyền ấy đi, đem mấy vạn người đợi Lộ Bác Đức. Bác Đức cùng Bộc hội quân tiến đến Phiên Ngung.
Lữ Gia và vua Triệu sau đó đều bị quân Hán giết. Dựa trên hệ thống các đền, miếu, đình, chùa thờ Lữ Gia, phu nhân và các tướng lĩnh của ông rải rác trên khắp vùng đồng bằng sông Hồng ở miền Bắc Việt Nam, rất có thể cuộc kháng chiến chống nhà Tây Hán còn kéo dài đến năm 98 TCN.
Sau khi Phiên Ngung thất thủ, Tây Vu Vương (thủ lĩnh đất tự trị Tây Vu của xứ nước Âu Lạc cũ với trung tâm là Cổ Loa) đã nổi dậy chống lại nguy cơ Bắc thuộc trước sự xâm lăng của nhà Tây Hán. Tả tướng Hoàng Đồng (黄同) của hai quận Giao Chỉ và Cửu Chân đã giết chết Tây Vu Vương để hàng Hán.

## Thời Bắc thuộc

### Chiến tranh Hán-Lĩnh Nam (42-43)
Năm 40 sau công nguyên, cuộc nổi dậy của Hai Bà Trưng bùng nổ và giành thắng lợi, phần đất thuộc bộ Giao Chỉ (gồm 4 quận Hợp Phố tức Quảng Tây, Giao Chỉ, Cửu Chân, Nhật Nam) tách ra khỏi lãnh thổ nhà Đông Hán, trở thành một vùng đất độc lập. Trưng Trắc và Trưng Nhị lấy đất Mê Linh làm kinh đô, phong chức quyền cho những người cùng tham gia khởi nghĩa. Chính quyền của 2 bà tuy còn sơ khai nhưng cũng đã là một nhà nước độc lập, tự chủ.
Tới năm 42 sau công nguyên, quân đội nhà Hán do Mã Viện cầm đầu đã đưa quân sang đánh, chính quyền của Hai Bà Trưng bị thất bại, nước Việt lại tiếp tục bị Trung Quốc đô hộ.

### Chiến tranh Đông Ngô-Việt (248)
Năm Mậu Thìn (248), thấy quan lại nhà Đông Ngô (Tam Quốc) tàn ác, dân gian khổ sở, Bà Triệu bèn bàn với anh việc khởi binh chống lại.
Từ hai căn cứ núi vùng Nưa và Yên Định, hai anh em bà dẫn quân đánh chiếm quận lỵ Tư Phố nằm ở vị trí hữu ngạn sông Mã. Đây là căn cứ quân sự lớn của quan quân nhà Đông Ngô trên đất Cửu Chân, đứng đầu là Tiết Kính Hàn. Thừa thắng, lực lượng nghĩa quân chuyển hướng xuống hoạt động ở vùng đồng bằng con sông này.
Những trận đánh ác liệt đã diễn ra tại căn cứ Bồ Điền. Song do chênh lệch về lực lượng và không có sự hỗ trợ của các phong trào đấu tranh khác nên căn cứ Bồ Điền bị bao vây cô lập, và chỉ đứng vững được trong hơn hai tháng.
Bà Triệu chống đỡ với quân Đông Ngô được năm sáu tháng thì thua. Bà Triệu đã tuẫn tiết trên núi Tùng. Nước Việt lại bị nhà Đông Ngô đô hộ.

### Chiến tranh Lương-Vạn Xuân (541-602)
Năm 541, Lý Bí nổi dậy khởi nghĩa, đã đánh đuổi được thứ sử Tiêu Tư của nhà Lương, sau 3 lần đánh bại quân Lương những năm kế tiếp, Lý Bí tự xưng đế tức là Lý Nam Đế, lập ra nước Vạn Xuân vào năm 544. Đến năm 545, nhà Lương cử Trần Bá Tiên và Dương Phiêu sang đánh nước Vạn Xuân. Lý Nam Đế bị thua trận rồi mắc bệnh nặng, giao lại binh quyền cho Triệu Quang Phục. Sau khi Lý Nam Đế mất, Triệu Quang Phục đánh đuổi được quân Lương vào năm 550, bảo vệ được nước Vạn Xuân. Ông tự xưng là Triệu Việt Vương, đến năm 571 một người cháu của Lý Nam Đế là Lý Phật Tử đã cướp ngôi Triệu Việt Vương, tiếp tục giữ được sự độc lập cho người Việt thêm 30 năm đến khi nhà Tùy sang đánh năm 602.

### Chiến tranh Tùy-Vạn Xuân (602)
Năm 602, nhà Tùy sai Lưu Phương đem quân 27 dinh sang đánh nước Vạn Xuân. Vua đời thứ ba của Vạn Xuân là Lý Phật Tử sợ giặc và đầu hàng, bị bắt sang Trung Hoa. Việt Nam vào thời kỳ Bắc thuộc lần thứ 3 mà trước hết là thuộc Tùy. Thời đó, Việt Nam bị xếp làm một châu của Tùy, gọi là Giao châu (交州). Trên đường đánh Lâm Ấp quay về, Lưu Phương mắc bệnh chết.
Sau Lưu Phương, đến Khâu Hòa được cử làm đại tổng quản. Năm 618, nhà Đường thay nhà Tùy cai trị Trung Hoa. Khâu Hòa xin thần phục nhà Đường năm 622. Việt Nam thành thuộc địa của Đại Đường.

### Chiến tranh Đường-Việt
Khởi nghĩa Hoan Châu do Mai Thúc Loan lãnh đạo nổ ra vào năm Khai Nguyên thứ nhất đời vua Đường Huyền Tông, tức năm Quý Sửu (713). Mai Thúc Loan đã giải phóng toàn bộ đất nước và giữ vững nền độc lập trong 10 năm (713-722). Đến năm 722, nhà Đường đem đại quân sang đánh, dẹp tan được cuộc khởi nghĩa.
Khoảng niên hiệu Đại Lịch (766-779), chưa rõ đích xác vào năm nào, nhân lòng căm phẫn của người dân, lợi dụng khi quân lính nhà Đường ở Tống Bình (Hà Nội) nổi loạn, Phùng Hưng đã phát động một cuộc khởi nghĩa lớn chống chính quyền đô hộ và thành công. Ông sau đó nắm quyền ở Tống Bình đến năm 791 thì qua đời. Sau khi ông mất, nhà Đường đem quân sang tái chiếm Giao Châu.
Cuối thế kỷ 9, chính quyền trung ương nhà Đường suy yếu nghiêm trọng. Nạn cát cứ của quân phiệt địa phương ngày càng ác liệt. Khởi nghĩa Hoàng Sào (874-884) đã làm triều đình nhà Đường rung chuyển. Khúc Thừa Dụ, khi đó là Hào trưởng Chu Diên, được dân chúng ủng hộ, đã tiến quân ra chiếm đóng phủ thành Đại La (Tống Bình cũ - Hà Nội), tự xưng là Tiết độ sứ.

## Thời độc lập tự chủ (938-1407)

### Chiến tranh Nam Hán-Việt (938)

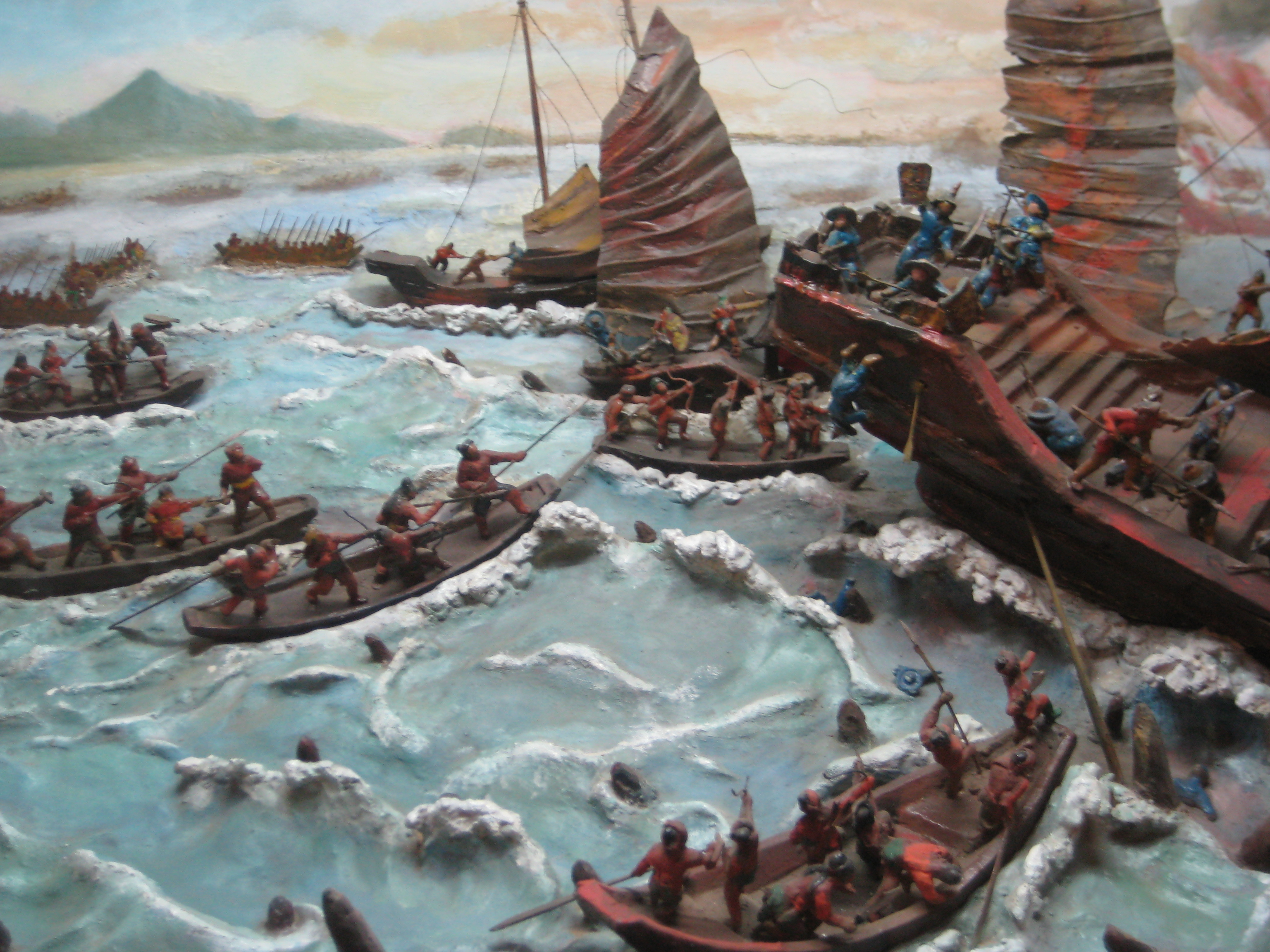
Mô hình chiến thắng Bạch Đằng 938

Trận Bạch Đằng năm 938 là một trận đánh giữa lực lượng người Việt trên lãnh thổ Việt Nam (khi ấy gọi là Tĩnh Hải quân và chưa có quốc hiệu chính thức) do Ngô Quyền lãnh đạo đối đầu với quân Nam Hán trên sông Bạch Đằng. Kết quả, lực lượng của Ngô Quyền giành thắng lợi. Đây là một trận đánh quan trọng trong lịch sử Việt Nam. Nó đánh dấu cho việc chấm dứt hơn 1000 năm Bắc thuộc, nước Việt tiến vào thời kỳ xây dựng nhà nước phong kiến độc lập lâu dài.

### Chiến tranh Tống-Đại Cồ Việt (981)
Chiến tranh Tống-Việt năm 981 là một cuộc chiến tranh giữa Đại Tống thời Tống Thái Tông và Đại Cồ Việt thời Lê Đại Hành diễn ra từ tháng 1 đến tháng 4 năm 981 trên lãnh thổ Đại Cồ Việt. Kết quả, quân dân Đại Cồ Việt đã đánh bại quân đội Đại Tống. Sau cuộc chiến này, năm 986, hoàng đế Đại Tống chấp nhận nhà Tiền Lê và ban chế phong cho Lê Đại Hành.

### Chiến tranh Tống-Đại Việt (1075-1077)
Chiến tranh Tống - Việt, 1075-1077 là tên gọi cuộc chiến tranh giữa nhà Lý nước Đại Việt thời Lý Nhân Tông và nhà Tống của Trung Quốc thời Tống Thần Tông vào cuối thế kỷ XI. Giai đoạn đầu, tướng nhà Lý là Lý Thường Kiệt đã chủ động đánh đòn phủ đầu sang đất Tống trong chiến dịch 1075-1076 nhằm làm suy yếu binh lực của nhà Tống. Giai đoạn sau, quân Lý rút về lập tuyến phòng thủ trên bờ nam sông Như Nguyệt chống lại cuộc nam tiến của đại quân Tống trong năm 1076-1077. Trận Như Nguyệt kết thúc với chiến thắng của quân đội Đại Việt sau khi đã gây tổn thất lớn cho đại quân nhà Tống, buộc quân Tống phải tháo lui và Đại Việt bảo vệ được nền độc lập tự chủ của mình.

### Chiến tranh Nguyên Mông-Đại Việt

Bản đồ mô tả cuộc kháng chiến lần thứ 2 chống quân Nguyên

Chiến tranh Nguyên Mông-Đại Việt hay Kháng chiến chống quân xâm lược Nguyên Mông (tên gọi ở Việt Nam) của một cuộc chiến tranh bảo vệ tổ quốc của quân và dân Đại Việt đầu thời Trần dưới thời các vua Trần Thái Tông, Trần Thánh Tông và Trần Nhân Tông trước sự tấn công của nhà Nguyên, tiền thân là đế quốc Mông Cổ, dưới thời Mông Kha và Hốt Tất Liệt khi đó đang kiểm soát lãnh thổ Trung Hoa. Tuy thời gian của cuộc kháng chiến bắt đầu từ năm 1258 đến năm 1288, nhưng thời gian chiến sự chính thức chỉ tổng cộng bao gồm khoảng gần 9 tháng, chia làm 3 đợt. Trước, giữa và sau các đợt chiến sự là thời gian tiến hành tích cực các hoạt động ngoại giao. Kết quả, Đại Việt bảo vệ được nền độc lập của mình, nhưng để tránh chiến tranh tái diễn, trên danh nghĩa phải chịu làm một xứ phụ thuộc vào đế quốc Mông Cổ. Thắng lợi quân sự của phía Đại Việt gắn liền với tên tuổi của Hưng Đạo Đại Vương Trần Quốc Tuấn. Lịch sử Việt Nam xem cuộc kháng chiến này là một trong những trang sử hào hùng nhất của mình.

### Chiến tranh Minh-Đại Ngu (1406-1407)
Chiến tranh Minh - Đại Ngu, hay thường được giới sử học Việt Nam gọi là chiến tranh xâm lược của nhà Minh 1406-1407, là cuộc chiến của nhà Hồ nước Đại Ngu chống cuộc xâm chiếm của nhà Minh dưới triều Minh Thành Tổ nhưng bị thất bại, Việt Nam một lần nữa rơi vào sự cai trị của Trung Quốc hay còn gọi là Bắc thuộc lần 4.

## Bắc thuộc lần thứ tư (1407 - 1427)

### Chiến tranh Minh-Đại Việt
Sau thất bại của người Việt trước Trung Quốc trong thời nhà Hồ, Nhiều cuộc nổi dậy chống Minh, điển hình là nhà Hậu Trần, đã bị dẹp một cách tàn khốc. Liên tiếp 2 vua nhà Hồ, một vua nhà Hậu Trần bị bắt về Trung Quốc, vua Trùng Quang và các tướng đều tử tiết. Trương Phụ tàn sát những người lính theo quân khởi nghĩa và cả dân thường rất tàn bạo (chặt đầu, đốt xác, cuốn ruột vào cây...) để khủng bố tinh thần người Việt. Mặt khác, các tướng nhà Minh như Hoàng Phúc, Trương Phụ đã thiết lập bộ máy cai trị và huy động được một lực lượng Việt gian giúp việc khá đắc lực như Mạc Thúy, Lương Nhữ Hốt, Trần Phong...
Khởi nghĩa Lam Sơn (1418-1427) do Lê Lợi lãnh đạo nổ ra trong bối cảnh rất khó khăn, nhưng sau cùng đã kết thúc thắng lợi. Người Việt giành lại độc lập, nước Đại Việt phục hưng với sự ra đời của nhà Hậu Lê.

## Thời độc lập (1428 - 1858)

### Chiến tranh Thanh-Đại Việt
Trận Ngọc Hồi - Đống Đa (hay Chiến thắng Kỷ Dậu) là tên gọi do các nhà sử học Việt Nam dành cho loạt trận đánh chống ngoại xâm thắng lợi của nước Đại Việt thời Tây Sơn do vua Quang Trung lãnh đạo vào đầu năm Kỷ Dậu 1789, đánh tan 29 vạn quân Mãn Thanh do Tôn Sĩ Nghị chỉ huy - kéo sang do sự cầu viện của vua Chiêu Thống nhà Hậu Lê.
Trận Ngọc Hồi - Đống Đa khẳng định sự tồn tại của nước Đại Việt trước hoạ xâm lược, chấm dứt sự tồn tại của nhà Hậu Lê. Chiến thắng này còn đánh dấu việc nhà Tây Sơn chính thức thay nhà Lê trong việc cai quản đất Bắc Hà và trong quan hệ với nhà Thanh.

## Thời hiện đại

### Hải chiến Hoàng Sa (1974)
Sau trận chiến, Trung Quốc và Việt Nam vẫn có tranh chấp về đảo Hoàng Sa, cho dù đó là đảo của Việt Nam.

### Chiến tranh Việt Nam-Trung Quốc (1979)

Các hướng tiến công của Trung Quốc trên toàn tuyến biên giới năm 1979

Chiến tranh biên giới Việt - Trung, 1979 là một cuộc chiến ngắn nhưng khốc liệt giữa Trung Quốc và Việt Nam, nổ ra vào ngày 17 tháng 2 năm 1979 khi Trung Quốc đem quân tấn công Việt Nam trên toàn tuyến biên giới giữa hai nước. Chiến tranh biên giới Việt - Trung bắt nguồn từ quan hệ căng thẳng kéo dài giữa hai quốc gia, cuộc chiến kéo dài khoảng một tháng với thiệt hại nặng nề về người và tài sản cho cả hai phía. Cuộc chiến kết thúc khi Trung Quốc bị Việt Nam đẩy lui, hoàn thành rút quân vào ngày 18 tháng 3 năm 1979, sau khi chiếm được các thị xã Lạng Sơn, Lào Cai, Cao Bằng, và một số thị trấn vùng biên giới. Việt Nam tuyên bố chiến thắng do đã đẩy lui được quân nam chinh Trung Quốc. Mục tiêu của Trung Quốc buộc Việt Nam rút quân khỏi Campuchia không thành, nhưng cuộc chiến để lại hậu quả lâu dài đối với nền kinh tế Việt Nam và quan hệ căng thẳng giữa hai nước. Xung đột vũ trang tại biên giới còn tiếp diễn thêm 10 năm. Hơn 13 năm sau, quan hệ ngoại giao Việt-Trung chính thức được bình thường hóa.

### Xung đột biên giới Việt-Trung (1979-1990)
Tiếp nối cuộc Chiến tranh biên giới Việt-Trung, 1979. Sau khi quân Trung Quốc rút khỏi Việt Nam tháng 3 năm 1979 sau cuộc chiến tranh biên giới, Trung Quốc tuyên bố họ không tham vọng dù "chỉ một tấc đất lãnh thổ Việt Nam". Trên thực tế, quân Trung Quốc chiếm đóng khoảng 60 km² lãnh thổ có tranh chấp mà Việt Nam kiểm soát trước khi chiến sự nổ ra. Tại một số nơi như khu vực quanh Hữu Nghị Quan thuộc Lạng Sơn, quân Trung Quốc chiếm đóng các lãnh thổ không có giá trị quân sự nhưng có giá trị biểu tượng quan trọng. Tại các nơi khác, quân Trung Quốc chiếm giữ các vị trí chiến lược quân sự làm bàn đạp để từ đó có thể tiến đánh Việt Nam.
Việc Trung Quốc chiếm đóng các lãnh thổ biên giới làm cho Việt Nam căm giận, và giữa hai phía nổ ra một loạt trận giao tranh nhằm giành quyền kiểm soát các khu vực đó. Xung đột biên giới giữa Việt Nam và Trung Quốc vẫn tiếp diễn cho đến năm 1988, cao điểm là các năm 1984-1985. Tới đầu những năm 1990, cùng với việc Việt Nam rút quân khỏi Campuchia và Liên Xô sụp đổ, quan hệ giữa hai nước dần trở lại bình thường. Trung Quốc dần thực hiện việc rút quân khỏi các vị trí đã chiếm đóng của Việt Nam trong thời gian trước.